# Terpen
Terpener är en mycket stor grupp av de kolväteföreningar, som är de dominerande beståndsdelarna i eteriska oljor och andra naturprodukter. Dessa har ofta tydlig lukt, mest typiskt i barrträdsoljor. Det finns tiotusentals varianter med tusentals användningsområden.
Namnet terpen härleds från terpentinolja (av grekiska terebinthos = terebint) som var en av de först utforskade eteriska oljorna.
Terpener indelas i:
- Hemiterpen (5 kolatomer) ("Isoprenenhet")
- Monoterpener (10 kolatomer)
- Seskviterpener (15 kolatomer)
- Diterpener (20 kolatomer)
- Tetraterpener (40 kolatomer)
- Polyterpener (mer än 40 kolatomer).

A-vitamin (retinol) byggs upp av en diterpen, medan karoten är en tetraterpen. När karoten intas med födan sönderdelas den av kroppens enzymer och bildar A-vitamin.
Tall innehåller bland annat terpenerna pinen och limonen.
Begreppen terpener och terpenoider (terpenes respektive terpenoids på engelska) används på olika sätt av olika författare:
- När terpener modifierats på kemisk väg, genom till exempel oxidation eller genom andra förändringar i kolkedjornas struktur, kallas resultatet i engelskspråkig litteratur ibland för terpenoids (terpenoider).[2]
- Vissa engelskspråkiga rapporter använder nästan enbart termen terpenoids.[3]
- Enligt International Union of Pure and Applied Chemistry (IUPAC) rekommendation från 1994 är terpenoider "en stor klass ämnen av naturprodukter", som i sin tur innehåller bland annat undergruppen terpener.[4]

## Uppbyggnad

Isopren

Terpener är sammansatta av flera likadana isopren-enheter (C5H8)n.
Allt efter ämnets uppbyggnad är egenskaperna och effekterna på människan mycket olika.

## Exempel
- Limonen, det viktigaste aromämnet i citron och apelsin.
- Terpentin, ett lösningsmedel gjort av destillerat barrträ som används i målarfärger, dock inte lika mycket idag på grund av att det är hudretande, och vid långvarig exponering kan ge allergier (s.k. målareksem).
- Rotundon, viktig aromkomponent i framförallt kryddor och örter. För svart- och vitpeppar har man visat att rotundon är den dominerande smakkomponenten för dessa kryddors aromkaraktär.
- Hampa är precis som vanlig cannabis full av terpener. Beroende på hampasort kan de innehålla många olika sorters terpener, till exempel limonen, linalool och pinen.

## Risker
Företag som säljer eteriska oljor varnar för att vissa av dessa, speciellt i koncentrerad form och olämplig dos, kan vara mer eller mindre giftiga eller skadliga, varför försiktighet och kunskaper är nödvändiga. I sin koncentrerade form är eteriska oljor tusentals gånger starkare än växterna de kommer ifrån. Fullt friska människor kan skadas vid olämplig användning, och flera av dessa skador kan bli verkligt allvarliga och/eller bestående. Eteriska oljor kan också döda. Mindre än en tesked av en del oljor har dödat barn.